# Fremont, Kalifornija
Fremont je grad u američkoj saveznoj državi Kaliforniji, u okrugu Alameda. Prema procjeni iz 2009. godine ima 215.636 stanovnika. Nalazi se u zaljevskom području San Francisca, oko 45 km jugoistočno od istoimenog grada. Nastao je 1956. ujedinjenjem pet naselja: Centervillea, Nilesa, Irvingtona, Warm Springsa i misije San José.
Grad i okolno područje smatraju se dijelom Silicijske doline.

## Vanjske poveznice
- Službena stranica  Arhivirana inačica izvorne stranice od 26. svibnja 2002. (Wayback Machine) (engl.)

### Ostali projekti
|  | Zajednički poslužitelj ima još gradiva o temi Fremont, Kalifornija |